# Bidvest Namibia
Bidvest Namibia ist eine Unternehmensgruppe in Windhoek, Namibia. 
Das 1989 unter dem Namen Crown National Namibia (Proprietary) Limited gegründete Unternehmen ist seit 2009 ein komplett selbständiges Unternehmen. Der Gang an die Börse Namibia fand am 26. Oktober 2009 statt. Ursprünglich war es Teil der südafrikanischen Bidvest Group.
Es war mit einem Aktienstreubesitzvolumen von 600 Millionen Namibia-Dollar bis zum Handelabbruch im Juni 2019 das drittgrößte Unternehmen an der Börse Namibia.
Bidvest Namibia gliedert sich in die Bereiche BidCom und BidFish. BidCom bündelt die Bereiche Logistik, Transport, Nahrungsmittel (außer Fisch), Dienstleistungen (vor allem im Bereich Tourismus) und Industrieprodukte. BidFish bündelt alle Unternehmungen der Fischerei und Fischverarbeitung.